# Karl Gerhard Bornmann
Karl Gerhard Bornmann (* 3. Dezember 1946 in Seligenstadt) ist ein deutscher Polizeihauptkommissar a. D.

## Leben
Bornmann studierte 1971 bis 1974 an der Fachhochschule Lübeck und machte das Ingenieurdiplom in physikalischer Technik und physikalischer Chemie. 1975 besuchte er die Bundespolizeiakademie Lübeck, wo er mit dem Diplom als Verwaltungswirt und der Qualifikation für den gehobenen Polizeidienst abschloss und 1976 die Technische Schule der Bundespolizei an der Bundespolizeiakademie, an der er das Diplom als Sachgebietsleiter Waffen und Polizeitechnik machte.
Von 1976 bis 1991 arbeitete er bei der Bundespolizei als Polizeiführer für taktische und technische Einheiten. 1992 war er im Hochkommissariat für Flüchtlingswesen der Vereinten Nationen in Genf tätig. Bis 1994 war Bornmann Berater für Sicherheit vor Landminen und den damit zusammenhängenden Problemen sowie die Überwachung von UN-Programmen in Unruhe- und Nachkriegsgebieten. Im Jahr 1995 betätigte er sich im Auswärtigen Amt in Bonn als Sonderberater für Sicherheit in Hilfsprojekten gegen Landminen. Dabei erarbeitete er Programmvorschläge, Planung und Einführung von deutschen Beiträgen zu internationalen Programmen für die Beseitigung der Landminengefahr. 1995 bis 1996 arbeitete Bornmann im Department für Humanitäre Angelegenheiten der UN in New York als Berater für Sicherheit im Zusammenhang mit Projekten gegen Landminen. Dabei war er an der Entwicklung, dem Test und der Einführung von Maßnahmen und Hilfsmitteln zur Erhöhung der Sicherheit und Risikoreduzierung in den betroffenen Ländern beteiligt.
Von 1996 bis 2000 war er Leiter und Geschäftsführer der Stiftung Sankt Barbara Deutschland und dabei verantwortlich für zahlreiche humanitäre Hilfsprojekte.
Von 2000 bis 2006 war er bei der Bundespolizei als Sachgebietsleiter für Technik und als Leiter der Einheiten für polizeiliche Spezialaufgaben tätig. Während seiner Tätigkeit war Bornmann Einheitsführer einer taktischen Einheit zur Terrorismusbekämpfung und Spezialist für Sondereinsatzmittel der Polizei wie Waffen, Sprengmittel, Schutzausrüstung und besondere Geräte und Ausrüstung.
Auf internationaler Ebene hat er im Auftrage der Vereinten Nationen humanitäre Einsätze geplant, vorbereitet und eingeleitet. Haupteinsatzgebiete waren Mosambik, Angola, Somalia, Guatemala, Bosnien und Sri Lanka. Für viele andere Länder erstellte er Gefahrenanalysen und Gutachten zur Verbesserung der Sicherheit.

## Auszeichnungen
Für seine besonderen Verdienste beim Einsatz zur Befreiung der Geiseln in der Lufthansa-Maschine Landshut in Mogadischu erhielt Karl Gerhard Bornmann 1977 das Bundesverdienstkreuz 1. Klasse.
| Personendaten    | Personendaten                   |
| ---------------- | ------------------------------- |
| NAME             | Bornmann, Karl Gerhard          |
| KURZBESCHREIBUNG | deutscher Polizeihauptkommissar |
| GEBURTSDATUM     | 3. Dezember 1946                |
| GEBURTSORT       | Seligenstadt                    |